# Torpedo microdiscus
Torpedo microdiscus là một loài cá thuộc họ Torpedinidae. Môi trường sinh sống tự nhiên của nó là các vùng biển mở.